# Wilfred Bungei
Wilfred Kipkemboi Bungei (* 24. červenec 1980, Kabirirsang) je keňský běžec na střední tratě.

## Kariéra
Úspěchy začal sbírat rokem 1998, kdy byl na juniorském mistrovství světa v atletice stříbrný v běhu na 800 metrů. V roce 2002 a 2003 byl nejlepším běžcem na 800 metrů.
V roce 2001 získal stříbrnou medaili v běhu na 800 metrů na Mistrovství světa v atletice, v roce 2006 stejný šampionát (tentokrát halový) vyhrál, opět na 800 m.
Bungei reprezentoval Keňu na olympiádě v Aténách 2004 a na olympiádě v Pekingu 2008 získal zlatou medaili.
Od roku 2006 je Bungei také světovým rekordmanem na méně vypisované štafetové trati 4×800 metrů.

### Osobní rekordy
Dráha
- Běh na 800 metrů – 1:42,34 – 8. září 2002, Rieti

Hala
- Běh na 800 metrů – 1:44,97 – 2. února 2003, Stuttgart

## Osobní život
Bungei je ženatý a má dva syny.